# Mezőfalva
Mezőfalva [mezéfalva] (dříve Herczegfalva, německy Herzogendorf) je velká obec v Maďarsku v župě Fejér, spadající pod okres Dunaújváros. Nachází se asi 37 km jihovýchodně od Székesfehérváru. V roce 2015 zde trvale žilo 4 677 obyvatel. Dle údajů z roku 2001 tvořili 91,8 % obyvatelstva Maďaři, 3 % Romové, 2,2 % Němci a 0,4 % Rumuni, přičemž 8,1 % obyvatel se ke své národnosti nevyjádřilo. Název znamená "polní vesnice".
Mezőfalva leží na křižovatce silnic 6219 a 6228. Sousedí s městy Dunaföldvár a Sárbogárd a obcemi Daruszentmiklós, Hantos, Nagykarácsony, Nagylók a Nagyvenyim.